# Законопроект
Законопроект — документ с текстом закона, предлагаемый к принятию законодательному органу или на референдум.

## Основные сведения
Законопроект может предлагаться лицами и органами, имеющими право законодательной инициативы, указанными обычно в конституции страны. Например, в Российской Федерации — России такое право принадлежит Президенту России, Совету Федерации, сенаторам Российской Федерации, депутатам Государственной Думы, Правительству Российской Федерации, законодательным (представительным) органам субъектов Российской Федерации. Право законодательной инициативы принадлежит также Конституционному Суду Российской Федерации, Верховном Суду Российской Федерации по вопросам их ведения.

## Подготовка, процедура принятия
Необходимым условием внесения законопроекта является предоставление вместе с текстом определённого пакета сопроводительных документов. Можно выделить общие документы и дополнительные (касаются только законопроектов по определённым вопросам). К общим относят: пояснительная записка к законопроекту, текст законопроекта, перечень законов Российской Федерации и законов РСФСР, федеральных конституционных законов, федеральных законов и иных нормативных правовых актов РСФСР и Российской Федерации, а также перечень актов Президента России, Правительства России и федеральных органов исполнительной власти, подлежащих признанию утратившими силу, приостановлению, изменению или принятию в связи с принятием данного федерального конституционного закона, федерального закона, финансово-экономическое обоснование (в случае внесения законопроекта, реализация которого потребует материальных затрат).
Законопроект обычно проходит 3 стадии обсуждения. В первом чтении решается вопрос о согласии с концепцией (существом) законопроекта. Во втором чтении происходит детальная проработка проекта, вносятся поправки и дополнения. В третьем чтении проект принимается в целом, возможны лишь редакционные поправки. 